# گیم آواردز ۲۰۲۱
جوایز بازی ۲۰۲۱ (انگلیسی: The Game Awards 2021) نام مراسم اهدا جوایز به بهترین بازی‌های سال ۲۰۲۱ که در ۹ دسامبر ۲۰۲۱ برگزار می شود، است. میزبان این مراسم همانند دوره های قبل جف کیلی می باشد و این مراسم در تئاتر مایکروسافت در لس آنجلس برگزار میشود. نامزد های هر بخش در ۱۶ نوامبر ۲۰۲۱ اعلام می شود. نتایج رای گیری ۹۰٪ آرا توسط هیئت داوران که شامل تیم سازندگان سخت افزاری در شرکت های سونی، ماکروسافت، نینتندو و ای‌ام‌دی، منتشر کنندگان بازی های کامپیوتری، ۵۰ فرد خبره در صنعت بازی کامپیوتری و ۱۹ نشریه انگلیسی زبان و ۱۰٪ باقی آرا توسط مردم در رسانه های مجازی شامل فیس‌بوک، توئیتر و بیلیبیلی انتخاب می گردند.

## بازی‌های معرفی شده
در این مراسم، بازی‌هایی که قصد انتشار در آینده را دارند، به صورت پیش‌نمایش معرفی شدند که به شرح زیر است:
- الدن رینگ
- آلن ویک ۲
- افسانه طاعون: ریکوایم
- سقوط بابل
- کله‌فنجونی
- فال گایز
- سونیک فرانتیرز
- وارهامر ۴۰۰۰۰: سرباز فضایی ۲
- افق غرب ممنوعه
- ماتریکس بیدار می‌شود
- حماسه سنوئا: هل‌بلید ۲
- رامبلورس

## نامزدها
| بهترین بازی سال | بهترین کارگردانی |
| --- | --- |

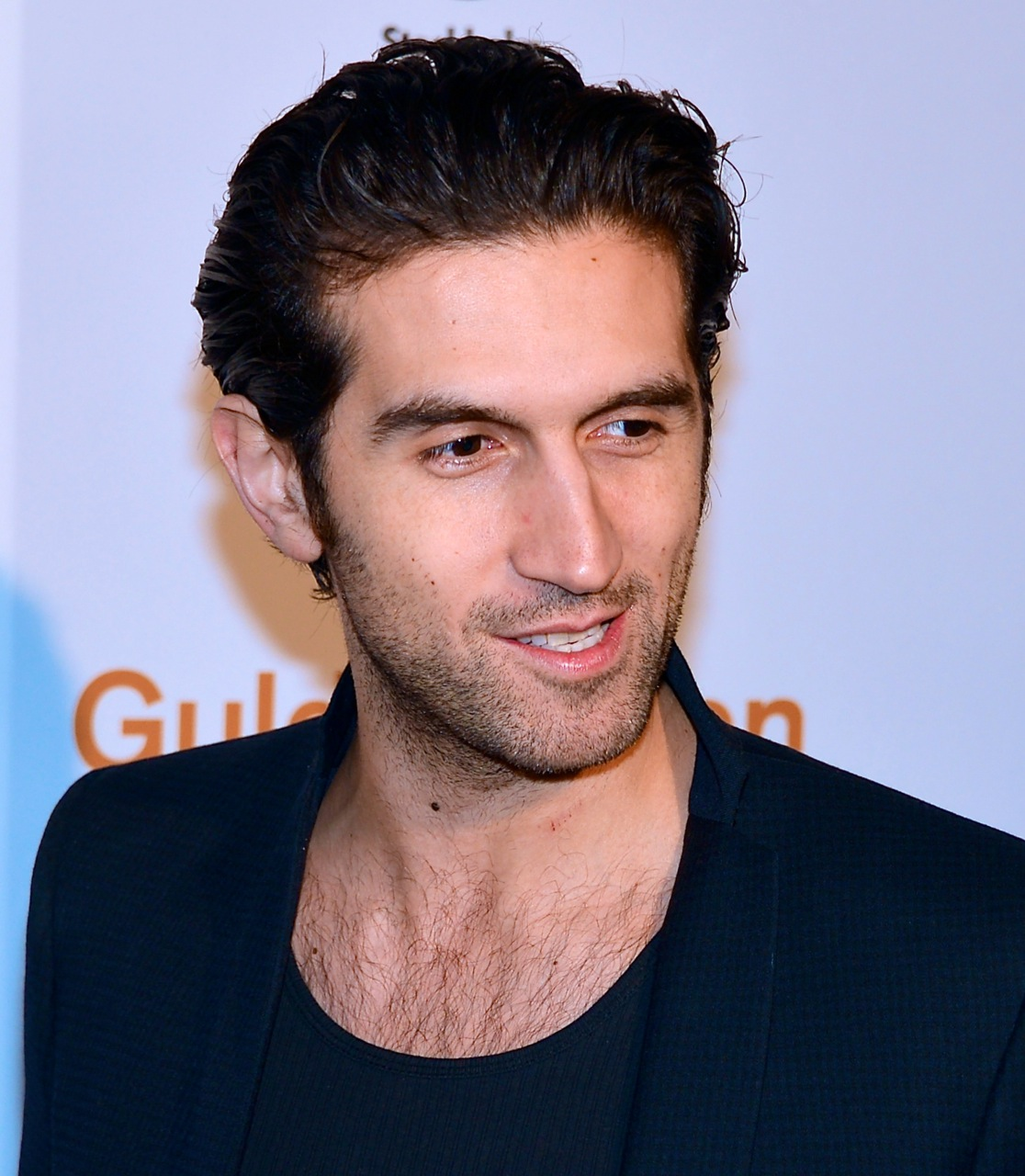
یوسف فارس دریافت کننده جایزه بهترین بازی سال برایدو نفر لازم است.

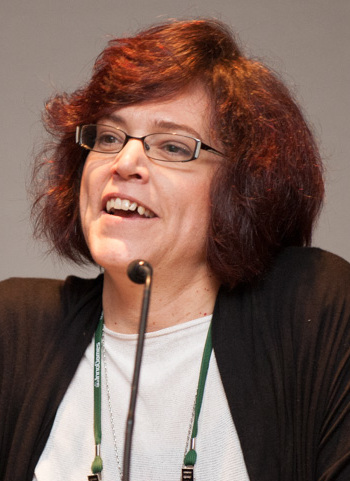
ماری دی مارلی نویسنده نگهبانان کهکشان, برنده جایزه بهترین داستان

| - دو نفر لازم است – هیزلایت/الکترونیک آرتس - حلقه مرگ – آرکین استودیوز/بتزدا سافت‌ورکز - متروید وحشت – مرکوری استیم/نینتندو - روانگردان‌ها ۲ – دابل فاین پروداکشنز/اکس‌باکس گیم استودیوز - رچت و کلنک: شکاف جدا – اینسامنیاک گیمز/سونی اینتراکتیو انترتینمنت - رزیدنت ایول ویلیج – کپ‌کام | - حلقه مرگ – آرکین استودیوز/بتزدا سافت‌ورکز - دو نفر لازم است – هیزلایت/الکترونیک آرتس - رچت و کلنک: شکاف جدا – اینسامنیاک گیمز/سونی اینتراکتیو انترتینمنت - ریترنال – هاوس‌مارک/سونی اینتراکتیو انترتینمنت - روانگردان‌ها ۲ – دابل فاین پروداکشنز/اکس‌باکس گیم استودیوز                   |
| بهترین داستان | بهترین کارگردانی هنری |
| - نگهبانان کهکشان – ایدوس-مونترال/اسکوئر انیکس - حلقه مرگ – آرکین استودیوز/بتزدا سافت‌ورکز - دو نفر لازم است – هیزلایت/الکترونیک آرتس - لایف ایز استرنج: رنگ‌های حقیقی – دک ناین/اسکوئر انیکس - روانگردان‌ها ۲ – دابل فاین پروداکشنز/اکس‌باکس گیم استودیوز                                | - حلقه مرگ – آرکین استودیوز/بتزدا سافت‌ورکز - کینا: پل ارواح – امبر لب - روانگردان‌ها ۲ – دابل فاین پروداکشنز/اکس‌باکس گیم استودیوز - رچت و کلنک: شکاف جدا – اینسامنیاک گیمز/سونی اینتراکتیو انترتینمنت - فرار هنرمندانه – آناپورنا اینتراکتیو                                            |
| بهترین موسیقی | بهترین طراحی صدا |
| - نیئا – کیچی اوکابه - سایبرپانک ۲۰۷۷ – مارسین پرژیبویوویچ - حلقه مرگ – تام سالتا - نگهبانان کهکشان – ریچارد جیکس - فرار هنرمندانه – جاش آبراهامز | - فورتزا هورایزن ۵ – پلی‌گراند گیمز/اکس‌باکس گیم استودیوز - حلقه مرگ – آرکین استودیوز/بتزدا سافت‌ورکز - رچت و کلنک: شکاف جدا – اینسامنیاک گیمز/سونی اینتراکتیو انترتینمنت - رزیدنت ایول ویلیج – کپ‌کام - ریترنال – هاوس‌مارک/سونی اینتراکتیو انترتینمنت                                     |
| بهترین ایفای نقش | بیشترین تاثیرگذاری |
| - مگی رابرتسون در نقش لیدی دیمیترسک – رزیدنت ایول ویلیج - اریکا موری در نقش الکس چن – لایف ایز استرنج: رنگ‌های حقیقی - جانکارلو اسپوزیتو در نقش آنتون کاستیو – فار کرای ۶ - جیسون ای کلی در نقش کولت وان – حلقه مرگ - اوزیوما آکاگا در نقش جولیانا بلیک – حلقه مرگ                     | - لایف ایز استرنج: رنگ‌های حقیقی – دک ناین/اسکوئر انیکس - پیش از چشمانت – اسکای باندگیمز - بوی فرند دانگون – کیت فاکس گیمز - چیکوری: داستان رنگین – فینجی - دیگر در خانه نیست – فلو تراولر                                                                                              |
| بهترین بازی آنلاین | بهترین بازی مستقل |
| - فاینال فانتزی ۱۴ آنلاین – اسکوئر انیکس - ایپکس لجندز – رسپاون اینترتینمنت/الکترونیک آرتس - ندای وظیفه: وارزون – ریون سافتور/اکتیویژن - فورتنایت – اپیک گیمز - گنشین ایمپکت – می‌هویو                                                                                                 | - کینا: پل ارواح – امبرلب - دوازده دقیقه – آناپورنا اینتراکتیو - دروازه مرگ – دیوولور دیجیتال - رمزگزاری – دیوولور دیجیتال - حلقه قهرمان –دیوولور دیجیتال |
| بهترین بازی موبایل | بهترین پشتیبانی |
| - گنشین ایمپکت – می‌هویو - فانتازین – میستواکر - لیگ افسانه‌ها: وایلد ریفت – رایت گیمز - انقلاب آینده مارول – ماورل گیمز - واحد پوکیمون – گروه استودیویی تیمی/پوکمان | - فاینال فانتزی ۱۴ آنلاین – اسکوئر انیکس - ایپکس لجندز – رسپاون اینترتینمنت/الکترونیک آرتس - سرنوشت ۲ – بانجی - فورتنایت – اپیک گیمز - آسمان هیچ‌کس – هلو گیمز |
| بهترین بازی واقعیت مجازی | بهترین نوآوری در قابلیت دسترسی |
| - رزیدنت ایول ۴ – کپ‌کام - هیتمن ۳ – آی‌او اینتراکتیو - انتظار دارم بمیری ۲ – شل گیمز - لون اکو ۲ – ردی ات دان/اوکلوس - واقعیت مجازی تک‌تیرانداز نخبه – ربلیون دیولپمنتس | - فورتزا هورایزن ۵ – پلی‌گراند گیمز/اکس‌باکس گیم استودیوز - فار کرای ۶ – یوبی‌سافت - نگهبانان کهکشان – ایدوس-مونترال/اسکوئر انیکس - رچت و کلنک: شکاف جدا – اینسامنیاک گیمز/سونی اینتراکتیو انترتینمنت - ویل: سایه تاج – فالینگ اسکریرل                                                    |
| بهترین بازی اکشن | بهترین بازی ماجراجویی |
| - ریترنال – هاوس‌مارک/سونی اینتراکتیو انترتینمنت - بک فور بلاد – ترتل راک استودیوز/سرگرمی تعاملی برادران وارنر - جوانمردی ۲ – تورن بنر استدیو - حلقه مرگ – آرکین استودیوز/بتزدا سافت‌ورکز - فار کرای ۶ – یوبی‌سافت                                                                       | - متروید وحشت – مرکوری استیم/نینتندو - نگهبانان کهکشان – ایدوس-مونترال/اسکوئر انیکس - رچت و کلنک: شکاف جدا – اینسامنیاک گیمز/سونی اینتراکتیو انترتینمنت - رزیدنت ایول ویلیج – کپ‌کام - روانگردان‌ها ۲ – دابل فاین پروداکشنز/اکس‌باکس گیم استودیوز                                         |
| بهترین بازی نقش آفرینی | بهترین بازی مبارزه ای |
| - داستان‌های ظهور – بندای نامکو انترتینمنت - سایبرپانک ۲۰۷۷ – سی‌دی پروجکت - مانستر هانتر رایز – کپ‌کام - اسکارلت نکسز – بندای نامکو انترتینمنت - شین میگامی تنسی – اتلوس/سگا | - گیلتی گیر استریو – آرک سیستم - قاتل شیطان – سایبرکانکت۲/سگا - خون ذوب شده: نوع لومینا – دلایت ورک - دعوای تمام ستارگان نیکلودئون – لودوسیتی - ورچوئا فایتر ۵ – سگا |
| بهترین بازی خانوادگی | بهترین بازی ورزشی |
| - دو نفر لازم است – هیزلایت/الکترونیک آرتس - سوپراستارهای ماریو پارتی – ان‌دی‌کیوب/نینتندو - ضربه پوکیمون جدید – بندای نامکو استودیوز/پوکمان - خشم بوزر – نینتندو - ابزار واریو:جمعش کنید – نینتندو                                                                                     | - فورتزا هورایزن ۵ – پلی‌گراند گیمز/اکس‌باکس گیم استودیوز - اف۱ ۲۰۲۱ – کدمسترز/الکترونیک آرتس - فیفا ۲۲ – ای‌ای اسپورتس - چرخ داغ رها شد – مایلستون کورپوریشن - رایدرز ریپابلیک – یوبی‌سافت                                                                                                |
| بهترین بازی شبیه ساز/استراتژی | بهترین بازی چند نفره |
| - عصر فرمانروایان ۴ – اکس‌باکس گیم استودیوز - شیطان نابغه ۲: لعنت جهانی – ربلیون دیولپمنتس - بشریت – آمپلیتود/سگا - رمزگزاری – دیوولور دیجیتال - شبیه‌ساز پرواز مایکروسافت – آسوبو استودیو/اکس‌باکس گیم استودیوز                                                                         | - دو نفر لازم است – هیزلایت/الکترونیک آرتس - بک فور بلاد – ترتل راک استودیوز/سرگرمی تعاملی برادران وارنر - ناک‌اوت سیتی – الکترونیک آرتس - مانستر هانتر رایز – کپ‌کام - دنیای جدید – آمازون گیم استودیو - والهایم – کافی استین استودیوز                                                  |
| بهترین بازی مستقل اول | مورد انتظارترین بازی |
| - کینا: پل ارواح – امبر لب - سیبل – را فیوری - فرار هنرمندانه – آناپورنا اینتراکتیو - شهر فراموش شده – مدرن استوریتلر - والهایم – کافی استین استودیوز | - الدن رینگ – فرام سافتور/بندای نامکو انترتینمنت - خدای جنگ: رگناروک – استودیو سنتا مونیکا/سونی اینتراکتیو انترتینمنت - هورایزن غرب ممنوعه – گوریلا گیمز/سونی اینتراکتیو انترتینمنت - دنباله بدون عنوان افسانه زلدا: نفس وحش – نینتندو - استارفیلد – بتسدا گیم استودیوز/بتزدا سافت‌ورکز |
| بهترین بازی از نظر مخاطبان | محتوا ساز برتر |
| - هیلو: بی‌کران – ۳۴۳ اینداستریز - فورتزا هورایزن ۵ – پلی‌گراند گیمز/اکس‌باکس گیم استودیوز - دو نفر لازم است – هیزلایت/الکترونیک آرتس - متروید وحشت – مرکوری استیم/نینتندو - رزیدنت ایول ویلیج – کپ‌کام                                                                                   | - دریم - لسلی فو - الکساندر بوربا - ایبای لیانوس - دیوید کانوواس |

## بازی‌هایی با چندین نامزدی
| تعداد نامزدی ها | نام بازی                      |
| --------------- | ----------------------------- |
| ۹               | حلقه مرگ                      |
| ۶               | دو نفر لازم است               |
| ۶               | رچت و کلنک: شکاف جدا          |
| ۵               | روانگردان‌ها ۲                 |
| ۵               | رزیدنت ایول ویلیج             |
| ۴               | فورتزا هورایزن ۵              |
| ۴               | نگهبانان کهکشان               |
| ۳               | ریترنال                       |
| ۳               | لایف ایز استرنج: رنگ‌های حقیقی |
| ۳               | کینا: پل ارواح                |
| ۳               | فرار هنرمندانه                |
| ۳               | متروید وحشت                   |
| ۳               | فار کرای ۶                    |
| ۲               | سایبرپانک ۲۰۷۷                |
| ۲               | ایپکس لجندز                   |
| ۲               | گنشین ایمپکت                  |
| ۲               | فورتنایت                      |
| ۲               | بک فور بلاد                   |
| ۲               | رمزگزاری                      |
| ۲               | مانستر هانتر رایز             |
| ۲               | والهایم                       |

| تعداد جوایز | نام بازی         |
| ----------- | ---------------- |
| ۳           | فورتزا هورایزن ۵ |
| ۳           | دو نفر لازم است  |
| ۲           | حلقه مرگ         |
| ۲           | کینا: پل ارواح   |